# ذنبية بنجية
ذّنَبِيَّة بُنْجِيَّة أو ذنبان بنجي هو نوع من النباتات المزهرة من جنس الذنبية في الفصيلة البروفية موطنها آسيا الوسطى. إنه نبات عشبي معمر يطول ويعرض مترًا بأوراق ضيقة على شكل شريط. يتكون شمراخها من أزهار صفراء صغيرة تظهر في الصيف. تتحول الأزهار إلى اللون البني الداكن من القاعدة ، وتشكل تأثيراً ثنائي اللون مع تقدم العمر.